# Atractotomus polymorphae
Atractotomus polymorphae är en insektsart som beskrevs av Stonedahl 1990. Atractotomus polymorphae ingår i släktet Atractotomus och familjen ängsskinnbaggar. Inga underarter finns listade i Catalogue of Life.